# Trakehner

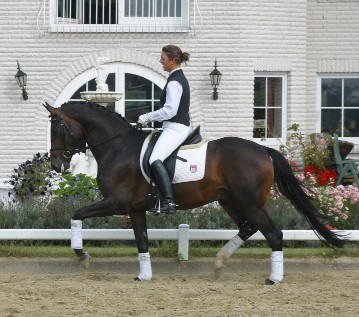
Trakehner in una gara di dressage (2004)

La denominazione corretta del Trakehner è prussiano orientale a sangue misto originario di Trakehnen.
Esso ha un'altezza al garrese tra i 162 e 167 cm ed è un buon saltatore.

## Aspetti morfologici
È un cavallo meso-dolicomorfo (cavallo potente, forte ma contemporaneamente agile e nobile nel portamento). La testa è montonina di medie proporzioni, profilo generalmente rettilineo o camuso, ben attaccata ed espressiva, con fronte larga che si assottiglia verso le ampie narici. Le orecchie sono piuttosto lunghe e ben diritte, gli occhi distanziati grandi e vivaci. Il collo è affusolato ed elegante, ben inserito nelle spalle. Le spalle sono muscolose, lunghe ed inclinate, consentono ampia libertà di movimento. Il garrese è piuttosto accentuato, la linea dorso-lombare è diritta. La groppa è inclinata, ampia e muscolosa. L’attaccatura della coda è ben portata in movimento, alta e prosegue la linea della groppa. Il petto è ampio, il torace profondo, forte, con costole ben arcuate. Gli arti sono solidi e con ottimi appiombi; gli avambracci sono lunghi e con forte muscolatura e gli stinchi brevi, con buona ossatura; i garretti larghi e asciutti, hanno giusta angolazione; i pastorali, con media inclinazione, tendono ad essere un po’ lunghi; tendini sono forti e ben staccati. I piedi di media grandezza, sono eccellenti e con unghia solida ed elastica. I manti accettati sono: baio, baio scuro, sauro, roano rosso, daino, morello, cremello, grigio, grullo, palomino. È un cavallo che viene usato solamente nel dressage.

## Storia
Trakehner è una razza di cavallo selezionata nel XVIII secolo della Prussia Orientale presso la cittadina di Trakehner, da cui il nome.
Numerosi allevamenti vennero istituiti dall’Ordine dei Cavalieri Teutonici, incrociando il pony locale Schweiken, rozzo, robusto e tenace (queste qualità sono state ereditate dal Konik e dal Tarpan), con cavalli orientali ottenendo un animale adatto ai lavori agricoli, forte e versatile. 
Federico Guglielmo I di Prussia nel 1732, bonificando un’ampia area di paludi tra Gumbinnen e Stalluponen, fondò la Reale Amministrazione per l’allevamento del Trakehner.
La razza venne migliorata tramite incroci con Arabi e, in piccola parte, Turcomanni. La razza Trakehner divenne così il cavallo ufficiale dell’esercito prussiano grazie alla sua eleganza combinata a velocità e tenacia.
Dal 1787 tutte le nascite cominciarono ad essere registrate accuratamente, l’allevamento venne documentato con grande precisione e iniziarono a stilare certificati genealogici completi sotto severe selezioni. 
All’inizio del XX secolo, il trakehner cominciò ad essere incrociato con il Purosangue inglese, con lo scopo di migliorare e fissare la razza. Per equilibrare e compensare la predominanza del Puro sangue Inglese, si continuò ad impiegare l’Arabo in misura minore e ad intervalli regolari. Perfectionis, stallone Puro sangue Inglese appartenente alle scuderie reali di Edoardo VII, influenzò la razza in modo maggiore in quanto il trakehner moderno discende dal maggiore dei suoi figli, Tempelhuter. 
Le scuderie vennero distrutte durante la seconda guerra mondiale e un gruppo di profughi, sotto la minaccia dell’occupazione russa, intraprese un viaggio verso la Germania con alcuni stalloni e 600 fattrici dove la razza venne riconosciuta. 
Nel 1947 nacque la Trakehner Verband, un’associazione privata degli allevatori. 
Oggi a Neumünster, in Germania settentrionale, è presente il principale centro di allevamento e addestramento della razza Trakehner, ma allevata comunque in tutto il Paese. 
I soggetti che rimasero in Prussia seguirono le sorti della terra d’origine, che fu poi ammessa alla Polonia, dove la razza è tuttora allevata. 
Il simbolo tradizionale del Trakehner è il marchio con le due corna d’alce.

## Utilizzo
Cavallo da sella e tiro leggero, attualmente utilizzato negli sport equestri. E'un buon saltatore, dinamico e dotato di fondo.